# Brussels Indoor 1973
Il Brussels Indoor 1973 è stato un torneo di tennis giocato sintetico indoor. È stata la 1ª edizione del Brussels Indoor, che fa parte del World Championship Tennis 1973. Si è giocato a Bruxelles in Belgio dal 9 al 15 aprile 1973.

## Campioni

### Singolare maschile
Stan Smith ha battuto in finale  Rod Laver con il punteggio di 6–2 6–4 6–1

### Doppio maschile
Robert Lutz /  Stan Smith hanno battuto in finale  John Alexander /  Phil Dent con il punteggio di 6–4, 7–6